# Celnice

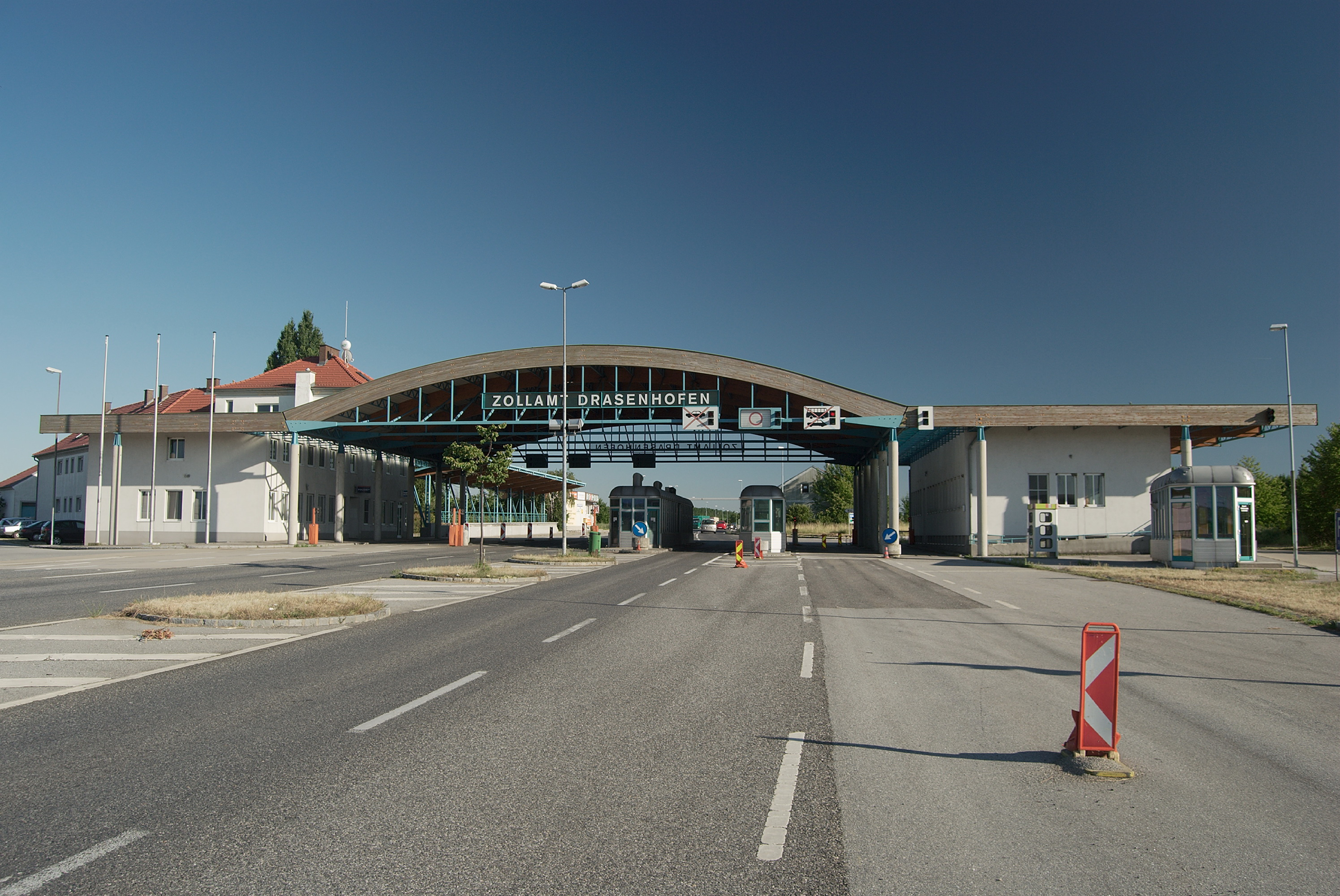
Celnice v dolnorakouském Drasenhofenu

Celnice je či byla budova, ve které se vybíralo clo či ve které sídlila celní správa.
Výběr cla byl spojen s celními formalitami a předpokládal určitý kratší pobyt na daném místě, byly v historických dobách u celnic restaurační podniky. Z tohoto důvodu je častý název restaurací celnice.
V běžné hovorové mluvě může celnice splývat s pojmem celní úřad.